# 蓬莱黄竹
蓬莱黄竹（学名：Bambusa duriuscuia）为禾本科簕竹属下的一个种。

## 扩展阅读
- 維基物種上的相關：蓬莱黄竹